# Tarrafal (kommunhuvudort i Kap Verde)
Tarrafal är en kommunhuvudort i Kap Verde.   Den ligger i kommunen Concelho do Tarrafal, i den södra delen av landet, 50 km nordväst om huvudstaden Praia. Tarrafal ligger 17 meter över havet och antalet invånare är 6 463. Den ligger på ön Santiago.
Terrängen runt Tarrafal är huvudsakligen kuperad, men åt nordväst är den platt. Havet är nära Tarrafal åt sydväst. Runt Tarrafal är det tätbefolkat, med 266 invånare per kvadratkilometer.. Tarrafal är det största samhället i trakten. 